# Following
Following è un film del 1998 diretto da Christopher Nolan.
Si tratta dell'esordio alla regia di un lungometraggio per Nolan che ha anche scritto il soggetto e la sceneggiatura, diretto la fotografia, collaborato al montaggio e coprodotto la pellicola. Il film presenta un'insolita struttura non lineare della trama, la quale è stata alla base di altri lavori di Nolan quali Memento, The Prestige, Inception, Dunkirk e Oppenheimer.
Vinse la Tigre d'oro al festival di Rotterdam nel 1999 e venne proiettato all'Hong Kong Film Festival dello stesso anno.

## Trama
Un aspirante giovane scrittore in difficoltà economica e disoccupato di nome Bill sta parlando con un uomo misterioso, al quale racconta di aver iniziato da un po' di tempo a seguire estranei per le strade di Londra, apparentemente per trovare ispirazione per il suo primo romanzo. Inizialmente stabilisce regole severe riguardo a chi dovrebbe seguire e per quanto tempo, ma presto si ritrova ad infrangerle fino a concentrarsi su un uomo di bell'aspetto in abito scuro con una borsa. L'uomo, accortosi di essere seguito, avvicina il giovane in una tavola calda presentandosi semplicemente come Cobb e gli rivela di essere un ladro, chiedendogli di iniziare a lavorare con lui. Mentre stanno controllando un appartamento incustodito, Bill scopre che i guadagni materiali derivanti da questi crimini sembrano essere di secondaria importanza per Cobb: si diverte a rigirare gli oggetti personali negli appartamenti dei suoi bersagli, spiegando che la sua vera passione sia usare lo shock della rapina e della violazione della proprietà per far sì che le sue vittime riesaminino le loro vite. A un certo punto, mentre stanno bevendo vino nella cucina dell'appartamento, arriva una coppia. Fingendo di essere due persone interessate all'appartamento mandate da un'agenzia immobiliare, Bill e Cobb si dileguano.
Bill è elettrizzato da questo stile di vita e prova a fare alcuni lavoretti anche da solo, pur con gli incoraggiamenti e la guida di Cobb. Su suggerimento del suo mentore altera il suo aspetto tagliandosi i capelli, rasandosi il pizzetto e indossando un abito elegante. Assume il nome di "Daniel Lloyd", nome preso da una carta di credito regalatagli da Cobb durante un pranzo in un ristorante, e inizia una relazione con una donna bionda che precedentemente i due avevano derubato. La bionda si rivela essere l'ex fidanzata di un piccolo gangster della zona (nominato come l'uomo stempiato), con cui ha rotto dopo che questi aveva fatto massacrare un suo creditore, spaccandogli tutte le dita e poi fracassandogli il cranio con un martello, proprio nell'appartamento della donna. Presto la bionda confida di essere ricattata dal suo ex a causa di alcune fotografie compromettenti. Bill, nel tentativo di recuperarle, si introduce nell'ufficio del gangster ed apre la sua cassaforte, di cui la bionda conosceva la combinazione, sottraendo le foto ed un'immensa quantità di denaro contante. Viene però colto in flagrante da un uomo non identificato e lo colpisce alla tempia con un martello, per poi fuggire. Una volta a casa scopre con rammarico che le foto in questione sono completamente innocue.
Confrontandosi con la donna, Bill scopre che lei e Cobb, che in realtà sono amanti, erano in combutta per manipolarlo: Cobb aveva scoperto durante un furto il corpo di una vecchietta assassinata e temendo di essere sospettato dalla polizia, aveva cercato di indirizzarla su un altro uomo, Bill appunto, facendogli compiere dei furti con il suo stesso modus operandi. Il motivo per cui Cobb aveva suggerito a Bill di tagliarsi i capelli e indossare abiti eleganti era per far sì che gli somigliasse il più possibile. Bill cade nello sconforto più totale e decide di raccontare l'intera faccenda alla polizia; è a questo punto che capiamo che l'uomo a cui Bill stava parlando all'inizio del film è un poliziotto. L'uomo però spiega a Bill che la polizia non si sta assolutamente occupando di un caso di omicidio di un'anziana e che Cobb è a loro del tutto sconosciuto. 
La donna bionda riferisce il suo successo a Cobb, ma proprio mentre pensa di dividersi con lui il bottino della cassaforte questi si rivela essere al soldo dell'uomo stempiato: la storia dell'anziana assassinata faceva parte di un complotto per ingannare sia la bionda che Bill, poiché la ragazza stava ricattando l'uomo stempiato con alcune prove dell'omicidio commesso nel suo appartamento. Cobb uccide la bionda con lo stesso martello che Bill aveva usato durante il furto delle foto, poiché l'aveva lasciato cadere nell'appartamento della donna durante il loro confronto. La polizia, verificando la confessione di Bill, trova la donna assassinata e il martello con le sue impronte digitali e con due tracce di sangue sulla testa: una appartiene all'uomo che l'aveva colto in flagrante durante il furto e una alla ragazza. La ragazza inoltre presenta evidenti segni di tortura: le sono state spaccate tutte le dita delle mani, e il poliziotto lo collega ad un'ipotetica estorsione eseguita da Bill per farsi dare la combinazione della cassaforte. In più il poliziotto mostra ad un sempre più incredulo Bill una scatola da scarpe trovata sotto il suo letto, all'interno della quale sono presenti un paio di slip, alcune fototessere ed un orecchino di perla appartenenti alla bionda (che tra l'altro indossava proprio l'altro orecchino al momento dell'omicidio). Bill continua ad affermare che dietro a tutto questo c'è Cobb, ma purtroppo l'indirizzo da lui fornito appartiene ad un uomo di nome Daniel Lloyd, che è appena rientrato da una vacanza. Lloyd ha informato la polizia che durante la sua assenza l'appartamento è stato visitato dai ladri; sebbene non abbiano preso molto, gli hanno comunque sottratto la sua nuova carta di credito. Bill capisce che Cobb si era trasferito temporaneamente nell'appartamento di Lloyd e gli aveva sottratto la carta per poi regalargliela. Afferma quindi che l'avevano usata per pagare il conto del ristorante, ma purtroppo anche la carta rientra tra gli oggetti contenuti nella scatola. Il giovane non può negare l'evidenza quando il poliziotto gli domanda se la scrittura con la quale è stata tracciata la firma sulla carta sia la sua: le prove contro di lui sono schiaccianti e non ha nessun modo per scagionarsi.
Nel finale Bill viene accusato di omicidio mentre "Cobb" scompare in mezzo alla folla.

## Produzione
Il film è stato studiato da Nolan per essere il più economico possibile: le scene, prima di venire filmate, sono state provate ripetutamente dagli attori, in modo da dovere girare solo un paio di ciak, risparmiando sulla pellicola in bianco e nero da 16 mm, la componente più costosa dell'intera produzione, la quale veniva pagata dallo stesso Nolan.
Oltre a condurre la regia e la sceneggiatura, Nolan ha curato anche la fotografia, il montaggio e la produzione della pellicola.
Le riprese si sono svolte solo nei week-end, poiché durante l'arco della settimana gli attori svolgevano un altro mestiere, e si sono protratte per un arco di tempo di 9 mesi visto che venivano girati praticamente solo 15 minuti di film al giorno. Gli attori non sono stati pagati. Inoltre, le scene in interno sono state girate negli appartamenti in cui vivevano realmente alcuni degli attori, mentre quelle in esterno lungo le strade di Londra sono state girate senza richiedere autorizzazioni di alcun tipo.

## Riconoscimenti
- 1999 - International Film Festival Rotterdam
  - Tiger Award
- 1999 - Slamdance Film Festival
  - Black & White Award
- 1999 - Dinard British Film Festival
  - Silver Hitchcock Award
- 1999 - Newport International Film Festival
  - Best Director Award